# Alice Gonnet
Alice Gonnet, född 23 juni 1896 i Lyon departementet Rhône, död (uppgift saknas), var en fransk friidrottare med hoppgrenar som huvudgren. Gonnet var en pionjär inom damidrott, hon deltog i flera franska mästerskap i friidrott och blev medaljör vid de första Internationella spelen i friidrott för damer Damolympiaden 1921 och Damspelen 1922 i Monte Carlo.

## Biografi
Alice Gonnet föddes 1896 i Lyon i regionen Auvergne-Rhône-Alpes i sydöstra Frankrike. I ungdomstiden blev hon intresserad av friidrott och gick med i idrottsföreningen "Lyon Olympique Universitaire" (Lyon OU). Hon tävlade främst i hoppgrenarna höjdhopp och längdhopp men var även aktiv i löpgrenar. Gonnet innehade franskt nationsrekord i längdhopp.
1920 deltog Gonnet i sina första franska mästerskap (Championnats de France d'Athlétisme - CFA) då hon tog guldmedalj i höjdhopp och längdhopp samt silvermedalj i löpning 80 meter vid tävlingar 4 juli på Jean-Bouinstadion i Paris.
1921 deltog hon vid Damolympiaden 1921 i Monte Carlo, under tävlingarna vann hon bronsmedalj i stafettlöpning 4 x 200 meter (i landslaget Equipe nationale FFFSA med Alice Gonnet som förste löpare, Raymonde Canolle, Antonine Mignon och Paulette de Croze). Hon tävlade även i löpning 60 m där hon tog brons i 60 m Consolation ("tröstlopp") och 250 m och i längdhopp dock utan att nå medaljplats.
Vid franska mästerskapen 19 juni samma år på Stade du Metropolitan i Colombes vann hon guldmedalj i längdhopp och bronsmedalj i löpning 80 m 
Senare samma år satte Gonnet nationsrekord i längdhopp med 4,67 meter vid tävlingar 3 juli i Bourg-en-Bresse.
1922 deltog Gonnet vid Damspelen 1922 åter i Monte Carlo. Under tävlingarna vann hon guldmedalj i stafettlöpning 4 x 75 meter (i laget Fédération Féminine Française Gymnastique et Sports FFFGS med Gonnet som första löpare, Lucie Prost, Paulette de Croze och Alice Beuns) och silvermedalj i stafett 4 x 175 meter (med Geneviève Laloz, Gonnet som andre löpare, Paulette de Croze och Alice Beuns). Hon tävlade även här i löpning 60 m där hon tog bronsplats i 60 meter Consolation.
Senare samma år deltog hon vid den första ordinarie Damolympiaden 1922 i Paris där hon slutade på en sjätteplats i längdhopp. Vid franska mästerskapen 25 juni samma år i Colombes vann hon silvermedalj i längdhopp och bronsmedalj i löpning 80 meter.
1923 blev Gonnet åter fransk mästare i längdhopp vid tävlingar 15 juli på Stade Elite Piste i Bourges.
Senare drog Gonnet sig tillbaka från tävlingslivet.